# Marinens ungdomsmusikkår
Marinens Ungdomsmusikkår (MUK), grundad 2002, är en symfonisk blåsorkester som drivs av en ideell förening med samma namn. Musikkåren har huvuddelen av sin verksamhet i örlogsstaden Karlskrona. Kåren lägger stort fokus såväl vid parad och figurativ marsch som vid sittande konserter. Målsättningen är att vidmakthålla högsta kvalitet på musik och exercis genom regelbundna rephelger och framträdanden i olika former. Årligen gör MUK vanligtvis tre större konserter och ett flertal parader, samt figurativa framträdanden såväl i Sverige som utomlands. MUK är den enda musikkåren med ungdomlig profil, vid sidan av de tidigare värnpliktsorkestrarna, som är godkänd för och har genomfört ceremoni vid högvakt på Kungliga slottet i Stockholm.

## Historia
Marinens Ungdomsmusikkår grundades 2002 i samarbete med Försvarsmusikcentrum och Marinens musikkår. Under de följande åren växte kåren och fick fotfäste i musiksverige. Efter dalande medlemsantal upplevde MUK 2008 en nystart, då ca 30 musiker efter provspelning nyrekryterades till kåren. Senare samma år vann MUK Riksförbundet Unga Musikanter:s tvåkamp i konsert och marsch. 
Under sommaren 2009 genomförde MUK som första ungdomsmusikkår någonsin tre vaktparader och högvaktsceremonier på Kungliga slottet i Stockholm. MUK spelade även längs kortegen på det kungliga bröllopet den 19 juni 2010 mellan kronprinsessan Victoria och Daniel Westling. Musikkåren deltar flitigt i både nationella och internationella musikevenemang, så som till exempel Musikschau der Nationen (Tyskland), Malmö tattoo och Rose Parade (USA). Musikkåren har cirka 70 musicerande medlemmar från hela Sverige. 

## Verksamhet
Marinens Ungdomsmusikkår styrs av en ideell förening med samma namn. 
Sedan kåren bildades har ett trettiotal ungdomar antagits som värnpliktiga musiksoldater i Försvarsmaktens dåvarande värnpliktsorkestrar, och ett flertal har börjat studera vid olika musikhögskolor, både inrikes och utrikes. Det finns även tidigare musiker i kåren som idag tjänstgör vid Försvarsmaktens professionella orkestrar. 
Kåren står öppen för alla drivna unga musikanter.

## Uppträdanden, urval
MUK har bland annat uppträtt på följande:
- Dala Tapto 2025, Sverige
- Musikparade Germany 2024, Tyskland
- Linköpings Blåsmusikfestival 2023, Sverige
- 130th Annual Pasadena Tournament of Roses Parade, 2019, Pasadena, USA

- Linköpings Blåsmusikfestival 2017

- Ystad International Military Tattoo 2015
- Firandet av 200-årsdagen av Slaget vid Waterloo, London, England
- Tattoo de Saint-Quentin 2015, Frankrike
- Det Sønderjyske tattoo 2014, Abenraa, Danmark
- Musikparade Germany 2014, Tyskland
- Zurich Tattoo 2013, Schweiz
- X Festival Internacional Bandas de Musica - Torrevieja 2012, Spanien
- The Rose Parade - Pasadena 2012, Kalifornien, USA [3]
- Berlin Tattoo - das original 2011, Tyskland
- Sweden International Tattoo 2011, Malmö, Sverige
- Musikparade Germany 2011, Tyskland
- The Birmingham Tattoo 2010, England
- Musikparade Germany 2010, Tyskland
- Fulda Military Tattoo 2009, Tyskland
- Polizei-Show Hamburg 2009, Tyskland
- Bremen Musikschau der Nationen 2009, Tyskland
- Hannover Musikparade der Nationen 2008, Tyskland
- Eksjö Tattoo 2008, Sverige
- Swedish Military Tattoo 2006, Sverige
- Eksjö Tattoo 2006, Sverige
- Ystad International Military Tattoo 2005, Sverige
- Swedish Military Tattoo 2004, Sverige

MUK har uppträtt tillsammans med följande artister:
- Sven-Bertil Taube
- Anders Ekborg (under Ystad International Military Tattoo 2015)
- Nassim Al Fakir
- Gunhild Carling
- Nils Landgren
- Ingemar Nordström
- Niklas Asknergård (tidigare Andersson)
- Ale Möller
- Magnus Bäcklund

### Rose Parade 2012
Vid nyårsskiftet 2011/2012 deltog Marinens Ungdomsmusikkår vid Tournament of Roses i Pasadena, Kalifornien, USA. MUK är den enda svenska musikkår som någonsin deltagit i detta evenemang. Av hundratals sökande orkestrar väljs endast 15 ut. Bland andra deltar United States marines west coast composite band, en sammanslagning av ett flertal marinmusikkårer från regementen i västra USA, varje år. I evenemanget ingick en ca milslång parad genom centrala Pasadena, där MUK sågs av uppskattningsvis 1 miljon åskådare på plats och av 70 miljoner på tv och livestream världen över. MUK fick där tillfälle att knyta kontakter med andra musikkårer och "marching bands".

## Dirigenter

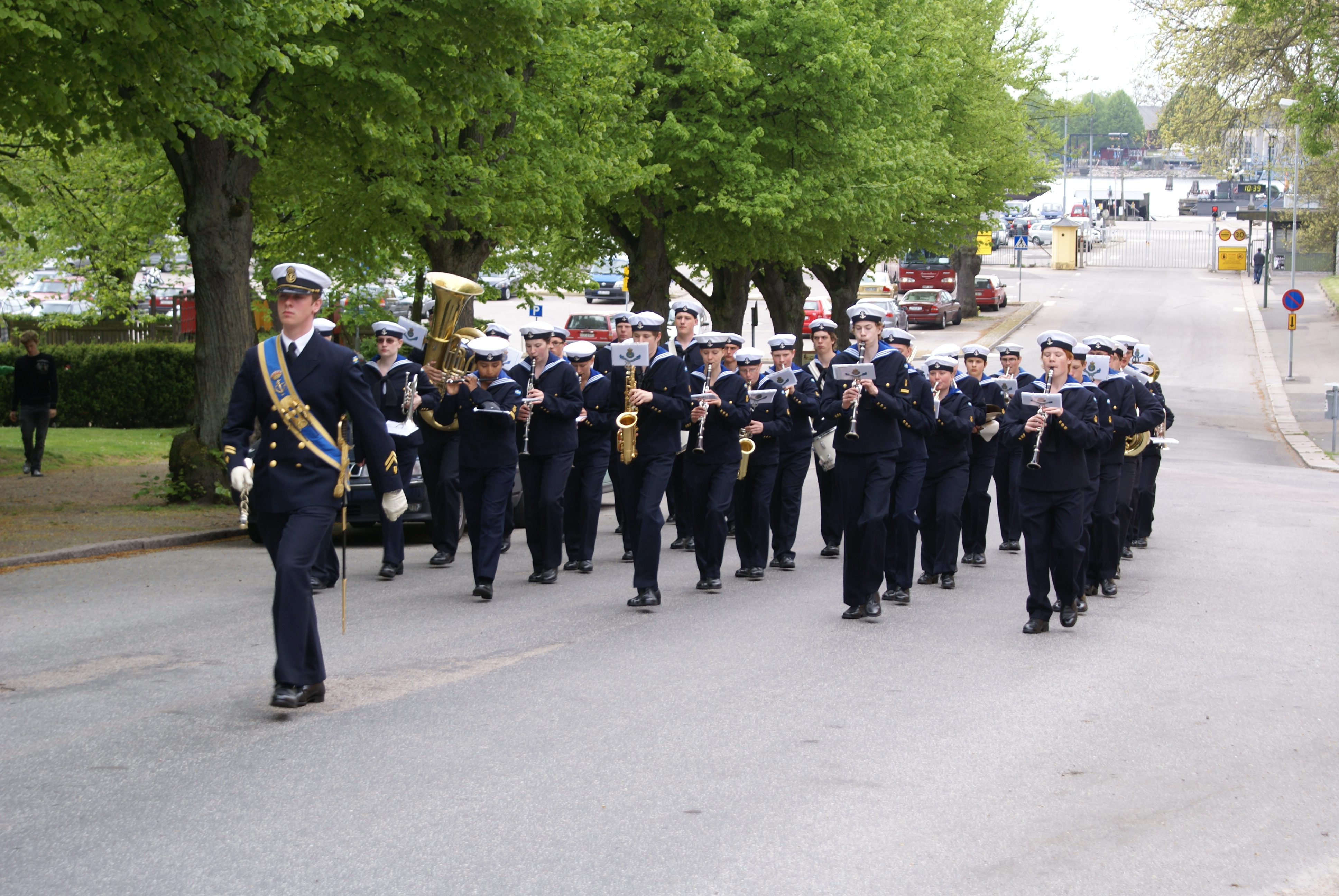
Marinens ungdomsmusikkår på marsch utanför Marinbasen i Karlskrona

### Musikaliskt ansvarig/chefdirigent
Sedan 2008 är LiseLotte Hjortenhammar musikaliskt ansvarig och chef. Ludwig Hjortenhammar är hennes ställföreträdare och Theodor Hjortenhammar är tamburmajor. 

#### Tidigare chefsdirigenter
- Jörgen Flink 2008-2009
- Mats Landerman 2005-2006
- Patrik Randefalk 2005,2007
- Katja Wisén 2004
- Lars Hedlund 2002-2004

Dirigenter i urval:
- Peter Kleine Schaars
- Erik Janssen
- Graham Owen Jones
- Phillip Anderson
- Per-Otto Johansson
- Erik Berndalen
- Nils-Gunnar Burlin
- Lars Kvensler